# Młynki (województwo kujawsko-pomorskie)
Młynki – wieś w Polsce położona w województwie kujawsko-pomorskim, w powiecie sępoleńskim, w gminie Więcbork.
Osada założona w 1773. W latach 1975–1998 miejscowość administracyjnie należała do województwa bydgoskiego.